# Jerzy Juskowiak
Jerzy Juskowiak   (Bojanowo, 3 de maig de 1939 - Poznań, 10 de desembre de 1993) fou un atleta polonès especialista en curses de velocitat, que va competir durant la dècada de 1960.
En el seu palmarès destaca una medalla de plata en els 4x100 metres al Campionat d'Europa d'atletisme de 1962, formant equip amb Andrzej Zieliński, Zbigniew Syka i Marian Foik. Aconseguí dos campionats nacionals, dels 100 metres el 1963 i del relleu 4x100 metres el 1962.
El 1960 va prendre part en els Jocs Olímpics d'Estiu de Roma, on quedà eliminat en sèries en la cursa dels 4×100 metres del programa d'atletisme.

## Millors marques
- 100 metres. 10.3" (1962)
- 200 metres. 21.2" (1962)[4]